# 반강자성

반강자성 정렬

반강자성(反强磁性, 영어: antiferromagnetism)을 나타내는 물질에서 원자 또는 분자의 자기 모멘트는 일반적으로 전자의 스핀과 관련이 있으며, 이웃하는 스핀 (다른 부분 격자상에서)이 반대 방향을 가리키는 규칙적인 패턴으로 정렬된다. 이는 강자성 및 준강자성과 마찬가지로 정렬된 자기의 한 형태이다. 반강자성 현상은 1933년 레프 란다우에 의해 처음 소개되었다.
일반적으로 반강자성 질서는 충분히 낮은 온도에서 존재할 수 있지만, 이러한 자기 질서 유형을 처음 식별한 루이 네엘의 이름을 딴 네엘 온도 이상에서는 사라진다. 네엘 온도 이상에서는 물질이 일반적으로 상자성을 띤다.

## 측정
외부장이 가해지지 않을 때, 반강자성 구조는 총 자화가 0이 되는 것에 해당한다. 외부 자기장에서는 반강자성 상에서 일종의 준강자성 행동이 나타날 수 있는데, 한 부분 격자의 자화의 절대값이 다른 부분 격자의 자화와 달라서 0이 아닌 순 자화가 발생한다. 절대 영도에서는 순 자화가 0이 되어야 하지만, 스핀 기울어짐의 효과로 인해 작은 순 자화가 종종 발생하는데, 예를 들어 적철석에서 볼 수 있다.
반강자성 물질의 자기 감수율은 일반적으로 네엘 온도에서 최댓값을 나타낸다. 반면, 강자성에서 상자성 상으로의 전이에서는 감수율이 발산한다. 반강자성체의 경우, 지그재그식 자기 감수율에서 발산이 관찰된다.
자기 모멘트 또는 스핀 간의 다양한 미시적(교환) 상호작용은 반강자성 구조를 초래할 수 있다. 가장 간단한 경우, 이웃하는 자리의 스핀 간의 결합을 가진 예를 들어 단순 입방정계와 같은 이분 격자 상의 이징 모형을 고려할 수 있다. 이 상호작용의 부호에 따라 강자성 또는 반강자성 질서가 발생한다. 기하학적 쩔쩔맴 또는 경쟁적인 강자성 및 반강자성 상호작용은 다르고, 아마도 더 복잡한 자기 구조를 초래할 수 있다.
자기화와 자화장 사이의 관계는 강자성 물질에서처럼 비선형이다. 이 사실은 강자성 물질의 경우 잔류 자기화를 포함하는 히스테리시스 루프의 기여 때문이다.

## 반강자성 물질
반강자성 구조는 니켈, 철, 망가니즈 산화물과 같은 전이 금속 산화물의 중성자 회절을 통해 처음으로 밝혀졌다. 클리퍼드 슐에 의해 수행된 이 실험들은 자기 쌍극자가 반강자성 구조로 배열될 수 있음을 보여주는 첫 번째 결과를 제공했다.
반강자성 물질은 전이 금속 화합물, 특히 산화물 중에서 흔히 발견된다. 예로는 적철석, 크로뮴과 같은 금속, 철-망가니즈(FeMn)와 같은 합금, 산화니켈(NiO)과 같은 산화물이 있다. 고핵성 금속 클러스터에서도 수많은 예가 존재한다. 유기 분자도 드문 경우지만 5-데하이드로-m-자일렌과 같은 라디칼에서 볼 수 있듯이 반강자성 결합을 나타낼 수 있다.
반강자성체는 교환 이방성이라는 메커니즘을 통해 강자성체와 결합할 수 있는데, 이는 강자성 필름이 반강자성체 위에 성장되거나 정렬 자기장에서 어닐링되어 강자성체의 표면 원자가 반강자성체의 표면 원자와 정렬되도록 하는 것이다. 이는 강자성 필름의 방향을 "고정"하는 기능을 제공하며, 이는 현대 하드 디스크 드라이브 판독 헤드를 포함한 자기 센서의 기반이 되는 소위 스핀 밸브에서 주요 용도 중 하나를 제공한다. 반강자성층이 인접한 강자성층의 자화 방향을 "고정"하는 능력을 잃는 온도 또는 그 이상의 온도를 해당 층의 블로킹 온도라고 하며, 이는 일반적으로 네엘 온도보다 낮다.

## 기하학적 쩔쩔맴
강자성체와 달리 반강자성 상호작용은 여러 최적 상태(바닥 상태 - 최소 에너지 상태)를 초래할 수 있다. 1차원에서 반강자성 바닥 상태는 상하 스핀의 교대 배열이다. 그러나 2차원에서는 여러 바닥 상태가 발생할 수 있다.
각 꼭짓점에 스핀이 하나씩 있는 정삼각형을 생각해보자. 각 스핀이 두 값(상 또는 하)만 취할 수 있다면, 시스템에는 23 = 8가지 가능한 상태가 있으며, 이 중 6가지가 바닥 상태이다. 바닥 상태가 아닌 두 가지 상황은 세 스핀이 모두 위로 향하거나 모두 아래로 향할 때이다. 다른 6가지 상태 중 어떤 것이든 두 가지 유리한 상호작용과 한 가지 불리한 상호작용이 있을 것이다. 이것은 쩔쩔맴을 보여준다: 시스템이 단일 바닥 상태를 찾을 수 없는 현상이다. 이러한 유형의 자기적 행동은 카고메 격자 또는 육방 격자와 같은 결정 쌓임 구조를 가진 광물에서 발견되었다.

## 기타 특성
합성 반강자성체(종종 SAF로 약칭됨)는 비자성층으로 분리된 두 개 이상의 얇은 강자성층으로 구성된 인공 반강자성체이다. 강자성층의 쌍극자 결합은 강자성체의 자화가 반평행하게 정렬되도록 한다.
반강자성은 1988년 노벨상 수상자 알베르 페르와 페터 그륀베르크 (2007년 수상)에 의해 발견된 효과인 거대자기저항 (GMR)을 활용하는 장치에서 중요한 역할을 한다. 첫째, 반강자성체가 고정층으로 사용되기 때문이고, 또한 원래 장치 설계(Cr 층 두께를 신중하게 조정한 철-크롬-철 다층) 자체가 합성 반강자성체에 해당하기 때문이다.
또한 네엘 온도 이하에서 반강자성이 되는 무질서한 물질(예: 인산철 유리)의 예도 있다. 이러한 무질서한 네트워크는 인접 스핀의 반평행성을 '절절매게' 한다. 즉, 각 스핀이 반대 이웃 스핀으로 둘러싸인 네트워크를 구성하는 것이 불가능하다. 이웃 스핀의 평균 상관 관계가 반강자성이라는 것만 확인할 수 있다. 이러한 유형의 자성은 때때로 스페로자성이라고 불린다.